# Eriotheca longipedicellata
Eriotheca longipedicellata là một loài thực vật có hoa trong họ Cẩm quỳ. Loài này được (Ducke) A.Robyns mô tả khoa học đầu tiên năm 1963.